# Naratj, Vilejka rajon
Naratj (belarusiska: Нарач) är en agropolis i Belarus. Den ligger i rajonen Vilejka rajon i voblasten Minsks voblast, i den norra delen av landet, 90 km nordväst om huvudstaden Minsk. Naratj ligger 156 meter över havet och antalet invånare är 3 400.

## Natur och klimat
Terrängen runt Naratj är mycket platt. Närmaste större samhälle är Vilejka, 14,2 km sydost om Naratj.
I omgivningarna runt Naratj växer i huvudsak blandskog. Runt Naratj är det ganska glesbefolkat, med 26 invånare per kvadratkilometer.